# Liste der Stolpersteine in Nordland

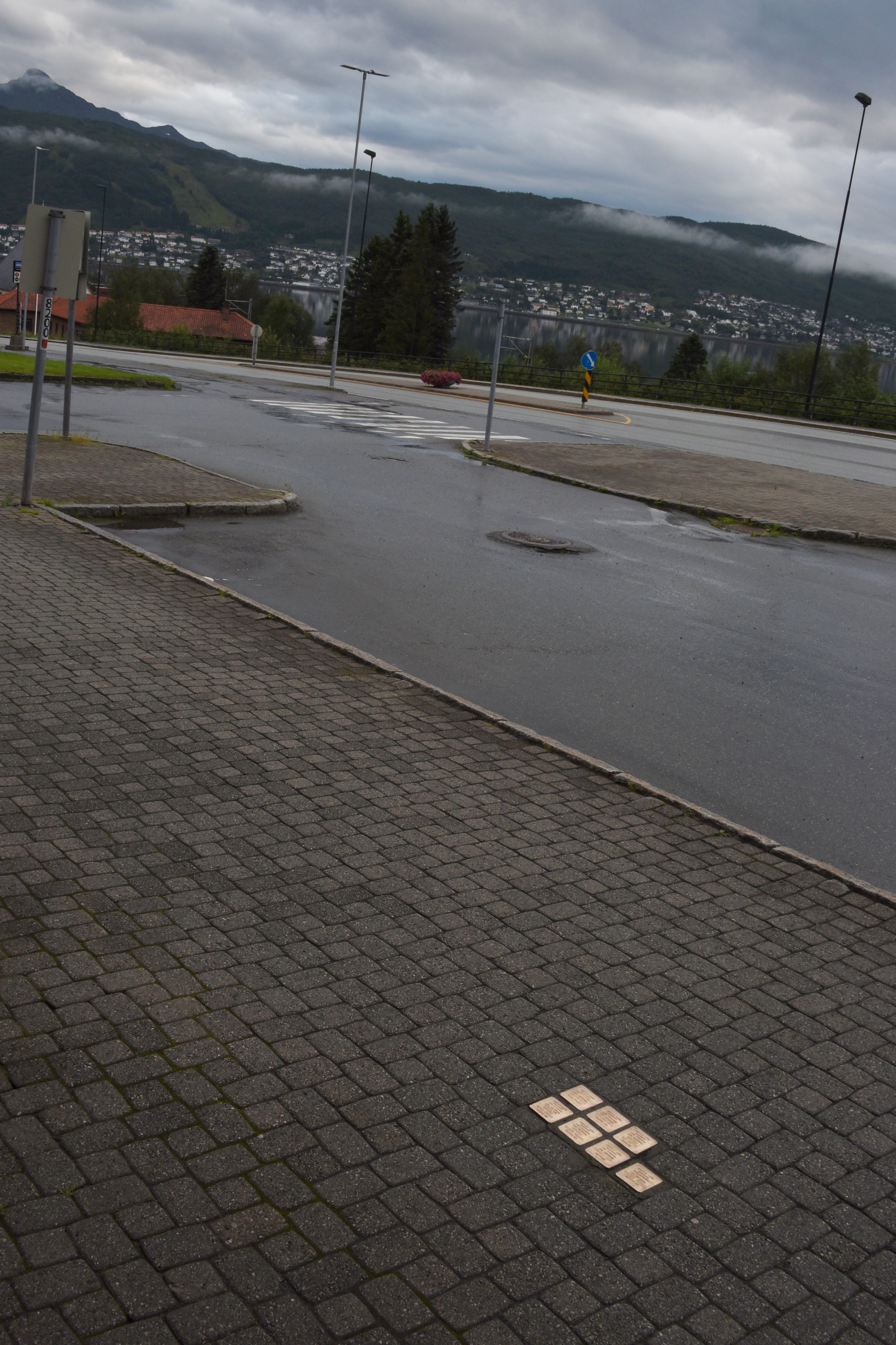
Stolpersteine in Narvik

Die Liste der Stolpersteine in Nordland listet alle Stolpersteine in der norwegischen Provinz Nordland auf. Stolpersteine erinnern an das Schicksal der Menschen, die von den Nationalsozialisten ermordet, deportiert, vertrieben oder in den Suizid getrieben wurden. Die Stolpersteine wurden vom Kölner Künstler Gunter Demnig konzipiert und werden im Regelfall von ihm selbst verlegt. Meistens liegen die Stolpersteine vor dem letzten selbstgewählten Wohnort des Opfers.

## Verlegte Stolpersteine

### Brønnøysund
In  Brønnøysund wurde am 10. Juni 2016 ein Stolperstein verlegt.
| Stolperstein                 | Übersetzung                                                                            | Verlegeort        | Name, Leben |
| ---------------------------- | -------------------------------------------------------------------------------------- | ----------------- | --- |
| Stolperstein Meyer Dvoretsky | HIER WOHNTE MEYER DVORETSKY GEBOREN 1894 DEPORTIERT 1942 AUSCHWITZ ERMORDET 21.12.1942 | Schrøders plass · | Meyer Dvoretsky wurde am 21. Februar 1894 in Grodno, heute Belarus, geboren. Seine Eltern waren Siskind und Slata Dvoretzky. Im Jahr 1914 kam er als Kaufmann nach Norwegen, heiratete die 1891 in Litauen geborene Marie Shotland. Das Paar hatte zwei Kinder, Sigurd (geboren 1920) und Lilly (geboren 1922). Die Familie lebte zuerst in Stavanger, zog 1929 nach Tromsø und von dort knapp zwei Jahre später nach Trondheim. Meyer Dvoretsky verließ dort seine Familie und reiste viel, ab 1937 lebte er in Brønnøysund. Sein Versuch, 1940 nach Schweden zu flüchten, scheiterte. Ihm wurde die Einreise verweigert und er befand sich in einem Internierungslager in Kemi, Finnland, wo er sich weiter um eine Ausreise bemühte. Am 18. Juni 1941 wurde er von der finnischen Sicherheitspolizei nach Norwegen ausgeliefert, zuerst im Lager Syspissen inhaftiert, von dort in das Polizeihäftlingslager Grini überstellt und am 26. November 1942 mit dem Schiff Monte Rosa nach Auschwitz deportiert. Meyer Dvoretsky wurde dort am 21. Dezember 1942 ermordet. Seine Frau und seine Kinder wurden am 24. Februar 1943 mit der Gotenland ebenfalls nach Auschwitz deportiert, wo Marie und Lilly Dvoretsky sofort nach der Ankunft in einer Gaskammer ermordet wurden. Sein Sohn Sigurd wurde zur Zwangsarbeit im Lager Monowitz eingeteilt, dort wurde er am 7. Januar 1944 ebenfalls ermordet. |

### Mosjøen
In Mosjøen wurden am 20. August 2013 drei Stolpersteine an drei Adressen verlegt.
| Stolperstein | Übersetzung                                                                              | Verlegeort           | Name, Leben |
| --- | ---------------------------------------------------------------------------------------- | -------------------- | --- |
| Bild gesucht Der Benutzer GeorgDerReisende ( Diskussion ) wünscht sich an dieser Stelle ein Bild vom Ort mit diesen Koordinaten 65.834251 13.195596 . Motiv: Stolperstein für Abraham Feidelmann Falls du dabei helfen möchtest, erklärt die Anleitung , wie das geht. BW | HIER WOHNTE ABRAHAM FEIDELMANN GEBOREN 1893 DEPORTIERT 1942 AUSCHWITZ ERMORDET 1.12.1942 | Elvegata 15 ·        | Abraham Feidelmann wurde am 13. April 1893 in Skud, Litauen geboren. Seine Eltern waren Mendel und Feige Feidelmann. Ab 1910 lebte er in Mosjøen und arbeitete im Handel, dann als Kommunalarbeiter. Am 26. Oktober 1942 wurde Feidelmann verhaftet und im Internierungslager Berg inhaftiert. Am 26. November 1942 wurde er ins Vernichtungslager Auschwitz deportiert. Am 1. Dezember 1942 kam der Transport dort an. Abraham Feidelmann wurde noch am selben Tag in einer der Gaskammern ermordet. |
| Bild gesucht Der Benutzer GeorgDerReisende ( Diskussion ) wünscht sich an dieser Stelle ein Bild vom Ort mit diesen Koordinaten 65.838873 13.192428 . Motiv: Stolperstein für Moses Schapiro Falls du dabei helfen möchtest, erklärt die Anleitung , wie das geht. BW     | HIER WOHNTE MOSES SCHAPIRO GEBOREN 1887 DEPORTIERT 1942 AUSCHWITZ ERMORDET 1.12.1942     | Skolegata 5 ·        | Moses Schapiro wurde am 18. August 1887 in Riga, Lettland, geboren. Er kam 1911 nach Mosjøen. Schapiro war Kaufmann und handelte hauptsächlich mit Leder. Am 26. Oktober 1942 wurde er verhaftet und im Bretveit-Gefängnis bei Oslo inhaftiert. Am 26. November 1942 wurde er mit der Donau nach Stettin überstellt und von dort in das Vernichtungslager Auschwitz deportiert. Moses Schapiro wurde dort unmittelbar nach der Ankunft des Transportes am 1. Dezember 1942 in einer der Gaskammern ermordet. |
| Bild gesucht Der Benutzer GeorgDerReisende ( Diskussion ) wünscht sich an dieser Stelle ein Bild vom Ort mit diesen Koordinaten 65.838698 13.189732 . Motiv: Stolperstein für Isak Shotland Falls du dabei helfen möchtest, erklärt die Anleitung , wie das geht. BW      | HIER WOHNTE ISAK SHOTLAND GEBOREN 1892 DEPORTIERT 1942 AUSCHWITZ ERMORDET 1.12.1942      | Peter Bechsgate 10 · | Isak Shotland wurde am 24. Juni 1892 in Veksne, Litauen geboren. Seine Eltern waren Moses Shotland und Lea, geborene Stein. Er hatte zwei Geschwister, Meyer Leib (geboren 1878) und Marie (geboren 1891). Shotland kam 1907 nach Norwegen, besuchte eine Handelsschule, erhielt die norwegische Handelsbürgerschaft und wurde Kaufmann. Er heiratete nie, hatte aber einen Sohn. Am 26. Oktober 1942 erfolgten seine Festnahme und die Inhaftierung im Bretveit-Gefängnis. Sein Geschäft wurde beschlagnahmt. Am 26. November 1942 wurde er mit dem Schiff Donau nach Stettin überstellt und von dort nach Auschwitz deportiert. Isak Shotland wurde dort wahrscheinlich unmittelbar nach der Ankunft des Transportes am 1. Dezember 1942 in einer der Gaskammern ermordet. Seine Schwester, verheiratet mit Meyer Dvoretsky, ihre Kinder und sein Bruder Meyer Shotland, dessen Frau und seine drei noch lebenden Kinder wurden ebenfalls nach Auschwitz deportiert und ermordet, wie auch die Familie seines Neffen. Sein Schwager Meyer Dvoretsky wurde bereits 1942 in Auschwitz in einer Gaskammer ermordet. Eine Gedenktafel für ermordete Juden in Tromsø gedenkt unter anderem der Familie Meyer Shotlands. Weitere Stolpersteine für Mitglieder der Familie Shotland liegen in Harstad und Trondheim. |

### Narvik
In Narvik wurden am 16. Juni 2014 neun Stolpersteine an drei Adressen verlegt.
| Stolperstein | Übersetzung                                                                                               | Verlegeort            | Name, Leben |
| ------------ | --- | --------------------- | --- |
|              | HIER ARBEITETE JACOB CAPLAN GEBOREN 1903 DEPORTIERT 1942 AUSCHWITZ ERMORDET 19.3.1943                     | Kongens gate 56 ·     | Jacob Caplan wurde am 31. Dezember 1903 in Manchester, Großbritannien, geboren. Er war das älteste Kind von Daniel Caplan und Anna Sara, geborene Glück. Er hatte fünf Geschwister. Im Jahr 1914 kam er nach Norwegen, wo er die Mittelschule und anschließend die Handelsschule abschloss und Kaufmann wurde. Er spielte Fußball für die IF Skarp, die 1928 Kreismeister wurden. Jacob Caplan heiratete Sara Fischermann (geboren 1916 in Kopenhagen). Das Paar hatte zwei Kinder, Sammy (geboren 1937) und Harry (geboren 1939). Am 18. Juni 1941 wurde Caplan verhaftet und in das Internierungslager Sydspissen bei Tromsø gebracht. Von dort wurde er in das Polizeihäftlingslager Grini überstellt, dann nach Kvænangen und dann wieder nach Grini. Am 26. November 1942 wurde er mit dem Schiff Monte Rosa nach Auschwitz deportiert. Auf demselben Schiff befanden sich seine Brüder Solly (Salomon) (geboren 1908), Hertze (geboren 1913) und Chone Moses (Conrad) (geboren 1922), die in Tromsø lebten. Jacob Caplan und seine Brüder wurden zur Zwangsarbeit eingeteilt. Sein Bruder Solly überlebte keine zwei Wochen, sein Bruder Hertze verlor 1943 sein Leben, am selben Tag, an dem der Vater der Brüder in Auschwitz mit dem Gotenland-Transport eintraf. Daniel Caplan wurde sofort in einer Gaskammer ermordet. Jacob Caplan wurde am 19. März 1943 ermordet. Seine Familie konnte sich auf Grund des dänischen Passes von Sara Caplan retten. Sie kamen zuerst nach Dänemark und retteten sich nach Schweden. |
|              | HIER ARBEITETE BERTHA SONJA FISCHER GEB. BERMANN GEBOREN 1897 DEPORTIERT 1943 AUSCHWITZ ERMORDET 3.3.1943 | Kongens gate 14 ·     | Bertha Sonja Fischer, geborene Bermann, wurde am 4. Juni 1897 in Latzkowa, Litauen, geboren. Ihre Eltern waren Israel Bermann und Fanny, geborene Becker. Sie hatte zumindest eine Schwester, Gusta (geboren 1893). Im Jahr 1909 zog die Familie nach Norwegen. Zehn Jahre später heiratete sie Martin Mendel Fischer, der aus ihrem Heimatort stammte. Das Paar zog nach Kristiansund, wo sie die Kinder Abel (geboren 1920), Wulf (geboren 1922) und Idar (geboren 1931) bekamen. Kurze Zeit nach der Geburt des dritten Kindes zog ihr Ehemann nach Narvik, um dort mit seinen Brüdern zusammenzuarbeiten. 1936 folgte Bertha Fischer ihm mit den Kindern. Am 7. Oktober 1942 wurden Bertha Fischer und das jüngste Kind, Idar, auf dem Familienhof in Skjomen verhaftet und im Bredtveit-Gefängnis inhaftiert. Am 25. Februar 1943 wurde sie zusammen mit ihrem Sohn Idar und ihrer Schwester Gusta nach Auschwitz deportiert. Bertha Sonja Fischer, ihr Sohn und ihre Schwester wurden dort direkt nach der Ankunft des Transportes am 3. März 1943 in einer der Gaskammern ermordet. Der Ehemann und ihr Sohn Wulf wurden bereits 1942 mit der Donau deportiert und kurz darauf in Auschwitz ermordet. Ihrem Sohn Abel gelang die Flucht nach Schweden. Nach dem Ende des Krieges kehrte er nach Narwik zurück und baute das Familiengeschäft wieder auf. |
|              | HIER WOHNTE DAVID FISCHER GEBOREN 1899 DEPORTIERT 1942 AUSCHWITZ ERMORDET 1.12.1942                       | Kongens gate 14 ·     | David Fischer wurde am 4. Januar 1899 in Trondheim geboren. Seine Eltern aus Latzkowa stammenden Eltern waren Abraham Fischer (geboren 1866) und Dina Sofie, geborene Bekker (geboren 1873). Er hatte sechs Geschwister: Hermann (geboren 1893), Martin (geboren 1895), Rakel (geboren 1902), Eva (geboren 1905), Minna (geboren 1905) und Samuel (geboren 1907). David Fischer schloss die Handelsschule ab und gründete mit zweien seiner Brüder in Narvik ein Herrenausstattungsgeschäft. Im Jahr 1926 heiratete er Sara Shotland (geboren 1904 in Trondheim). Das Paar hatte eine Tochter, Lillian Lea, geboren 1928. 1940 starb seine Ehefrau, 1942 sein Vater. Am 26. Oktober 1942 wurde David Fischer festgenommen und im Bredtveit-Gefängnis inhaftiert. Am 26. November 1942, wurde er mit dem Schiff Donau nach Stettin überstellt und von dort in das Vernichtungslager Auschwitz deportiert. David Fischer wurde dort unmittelbar nach der Ankunft des Transportes am 1. Dezember 1942 in einer der Gaskammern ermordet Sein Bruder Samuel wurde ebenfalls mit der Donau deportiert. Weitere Familienmitglieder wurden mit anderen Transporten ebenfalls nach Auschwitz deportiert. Seine Tochter wurde im März 1943 ermordet. Seine Mutter und seine Schwester Eva kamen ebenfalls in Auschwitz ums Leben. Seiner Schwester Minna Isaksen gelang mit ihrem Mann die Flucht nach Schweden, seine Schwester Rakel befand sich in einem Krankenhaus und konnte dadurch überleben.                                       |
|              | IN NARVIK WOHNTE IDAR FISCHER GEBOREN 1931 DEPORTIERT 1943 AUSCHWITZ ERMORDET 3.3.1943                    | Kongens gate 14 ·     | Idar Fischer wurde am 12. Mai 1931 in Kristiansund geboren. Seine aus Latzkowa stammenden Eltern waren Martin Mendel Fischer und Bertha Sonja, geborene Bermann. Idar Fischer hatte zwei Geschwister, Abel (geboren 1920) und Wulf (geboren 1922). 1936 zog die Familie nach Narvik. Am 7. Oktober 1942 wurde Idar Fischer zusammen mit seiner Mutter festgenommen und im Bredtveit-Gefängnis inhaftiert. Am 25. Februar 1943 wurden sie mit der Gotenland ins Vernichtungslager Auschwitz deportiert. Idar Fischer und seine Mutter wurden kurz nach der Ankunft des Transportes in Auschwitz, am 3. März 1943, in einer der Gaskammern ermordet. Sein Vater und sein Bruder Wulf wurden am 26. November 1942 ebenfalls nach Auschwitz deportiert. Sie wurden zur Zwangsarbeit eingeteilt. Sein Vater wurde im Januar 1943 ermordet, sein Bruder Wulf im März 1943. Seinem Bruder Abel gelang die Flucht nach Schweden, wo er die Shoah überlebte. |
|              | HIER WOHNTE LILLIAN LEA FISCHER GEBOREN 1928 DEPORTIERT 1943 AUSCHWITZ ERMORDET 3.3.1943                  | Kongens gate 14 ·     | Lillian Lea Fischer wurde am 1. Mai 1928 in Narvik geboren. Ihre Eltern waren David Fischer und Sara, geborene Shotland. Ihr Vater führte mit zweien seiner Brüder in Narvik ein Herrenausstattungsgeschäft. Ihre Mutter starb bereits 1940. Am 26. November 1942 wurde Lillian Fischer festgenommen. Am 25. Februar 1943 wurde sie mit dem Gotenland-Transport zusammen mit ihrer Großmutter Dina und ihrer Tante Eva nach Auschwitz deportiert. Der Transport kam am 3. März 1943 in Auschwitz an. Lillian Lea Fischer, ihre Großmutter und ihre Tante wurden noch am selben Tag in einer Gaskammer ermordet. Ihr Vater war 1942 nach Auschwitz deportiert und dort ermordet worden. |
|              | HIER ARBEITETE MARTIN MENDEL FISCHER GEBOREN 1895 DEPORTIERT 1942 AUSCHWITZ ERMORDET 17.1.1943            | Kongens gate 14 ·     | Martin Mendel Fischer wurde am 22. April 1895 in Latzkowa, Litauen geboren. Seine Eltern waren Abraham Fischer (geboren 1866) und Dina Sofie, geborene Bekker (geboren 1873). Er hatte sechs Geschwister: Hermann (geboren 1893), Martin (geboren 1895), David (geboren 1899), Rakel (geboren 1902), Eva (geboren 1905), Minna (geboren 1905) und Samuel (geboren 1907). Im Jahr 1919 heiratete er Bertha Sonja Bermann, die aus seinem Heimatort stammte. Die Familie lebte in Kristiansund, wo die Kinder Abel, Wulf und Idar geboren wurden. Martin Fischer zog 1932 nach Narvik, um dort mit seinen Brüdern David und Samuel ein Herrenausstattungsgeschäft zu gründen. 1940 zog die Familie nach Skjomen und lebte hier auf einem Bauernhof. Am 18. Juni 1941 wurde Martin Fischer bei der Aktion gegen staatenlose Juden festgenommen und im Polizeihäftlingslager Grini inhaftiert. Von dort wurde er nach Kvænangen überstellt und dann wieder zurück nach Grini. Am 26. November 1942 wurde er mit seinem Bruder Hermann mit dem Schiff Monte Rosa nach Auschwitz deportiert, wo er zur Zwangsarbeit eingeteilt wurde. Am 17. Januar 1943 wurde Martin Mendel Fischer in Auschwitz ermordet. Seine Frau und zwei seiner Söhne, Idar und Wulf sowie vier seiner Geschwister wurden ebenfalls in Auschwitz ermordet. Sein Sohn Abel konnte sich nach Schweden retten. Er kehrte nach dem Ende des Krieges zurück und baute das Geschäft der Familie wieder auf.                                                            |
|              | HIER ARBEITETE SAMUEL FISCHER GEBOREN 1907 DEPORTIERT 1942 AUSCHWITZ ERMORDET 12.1.1943                   | Kongens gate 14 ·     | Samuel Fischer wurde am 5. Oktober 1907 in Trondheim geboren. Seine aus Latzkowa stammenden Eltern waren Abraham Fischer (geboren 1866) und Dina Sofie, geborene Bekker (geboren 1873). Er hatte sechs Geschwister: Hermann (geboren 1893), Martin (geboren 1895), David (geboren 1899), Rakel (geboren 1902), Eva (geboren 1905) und Minna (geboren 1905). Mit zweien seiner Brüder betrieb er ein Herrenausstattungsgeschäft in Narvik, wo er Mitte der 1930er Jahre hinzog und auch als Fußballspieler aktiv war. Fischer wurde am 26. Oktober 1942 festgenommen und im Gefangenenlager Berg inhaftiert. Am 26. November 1942 er gemeinsam mit seinem Bruder David mit dem Schiff Donau nach Auschwitz deportiert. Dort wurde Samuel Fischer zuerst zur Zwangsarbeit eingeteilt und schließlich am 12. Januar 1943 ermordet. Sein Bruder David wurde sofort in einer Gaskammer ermordet. Seine Mutter und vier weitere Geschwister wurden mit anderen Transporten ebenfalls nach Auschwitz deportiert und ermordet. Nur seine Schwestern Rakel und Minna Isaksen überlebten, die erstere in einem Krankenhaus, die letztere durch Flucht nach Schweden. |
|              | HIER ARBEITETE WULF FISCHER GEBOREN 1922 DEPORTIERT 1942 AUSCHWITZ ERMORDET 1.3.1943                      | Kongens gate 14 ·     | Wulf Fischer wurde am 13. Februar 1922 in Kristiansund geboren. Seine Eltern, die aus Latzkowa stammten, waren Martin Mendel Fischer und Bertha Sonja, geborene Bermann. Wulf Fischer hatte zwei Geschwister, Abel (geboren 1920) und Idar (geboren 1931). Im Jahr 1932 zog zuerst sein Vater nach Narvik, um dort mit zweien seiner Brüder ein Herrenausstattungsgeschäft zu gründen, 1936 folgten Wulf Fischer mit seiner Mutter und seinen Brüdern nach. 1940 zog die Familie nach Skjomen und lebte hier auf einem Bauernhof. Im Juni 1941 wurde Wulf Fischer das erste Mal verhaftet, aber wieder frei gelassen. Ab 1942 machte er eine Ausbildung zum Schneider. Am 7. Oktober 1942 wurde er erneut verhaftet und in Berg inhaftiert. Am 26. November 1942 erfolgte seine Deportation nach Auschwitz mit dem Schiff Donau. Dort wurde er zur Zwangsarbeit eingeteilt. Wulf Fischer wurde dort am 1. März 1943 ermordet. Sein Vater wurde am selben Tag wie er deportiert, allerdings auf einem anderen Schiff, ebenfalls nach Auschwitz, wo er im Januar 1943 ermordet wurde. Seine Mutter und sein Bruder Idar kamen im März 1943 in Auschwitz an und wurden sofort in einer Gaskammer ermordet. Sein Bruder überlebte als einziger, er flüchtete nach Schweden und kehrte nach dem Ende des Krieges nach Narvik zurück. |
|              | HIER ARBEITETE ISAK PICKELNER GEBOREN 1887 DEPORTIERT 1942 AUSCHWITZ ERMORDET JAN. 1943                   | Dronningens gate 46 · | Isak Pickelner wurde am 8. September 1887 im belarussischen Gomel geboren. Er wurde Kaufmann. 1913 heiratete er Anna Rosanik (geb. 1891 im Rajon Werchnjadswinsk). Das Paar emigrierte über Schweden nach Norwegen und bekam drei Kinder: Arvid Abraham (geb. 1913 in Stockholm), Esther (geb. 1917 in Kristiania) und Samuel Moici (geb. 1922 in Kristiania). Von 1917 bis 1924 betrieb Isak Pickelner mehrere Geschäfte in der norwegischen Hauptstadt, danach übersiedelte die Familie nach Norden. Auch dort betätigte er sich als Händler. 1939 war er Direktor und Eigentümer von Endresens Vergnügungspark, der durch das Land zog. 1940 gründete er auf Øyjord nahe Narvik ein Café. Am 18. Juni 1941 wurde Isak Pickelner verhaftet und war in den folgenden 17 Monaten in Sydspissen, Grini, Kvænangen und dann wieder in Grini inhaftiert. Am 26. November 1942 wurde er mit der Monte Rosa nach Deutschland deportiert und von dort nach Auschwitz. Er wurde zur Zwangsarbeit eingeteilt, aber bereits im Januar 1943 ermordet. Seine Frau befand sich während der Judenverhaftungen im Krankenhaus und konnte danach auf einem Bauernhof in Lier überleben. Den Kindern gelang die Flucht nach Schweden. |